# Wilhelm Fernbach
Wilhelm Fernbach, italianisiert Guglielmo Fernbach, (* 23. Februar 1826 in München; † 16. März 1884 in Mailand) war ein deutscher Maler.

## Leben
Wilhelm Fernbach war der Sohn des Malers Franz Xaver Fernbach (1793–1851). Ab November 1843 studierte er Malerei an der Münchener Kunstakademie. Um 1856 verließ er Deutschland und ließ sich in Verona nieder, wo er Rosa Contro (1829–1908) heiratete. Aus dieser Ehe gingen mehrere Kinder hervor, darunter der Maler Ermanno Fernbach (1859–1933) und der Fotograf Alfred François Fernbach (1867–1941).

## Werke (Auswahl)
- Zwei Landmädchen vor einem Kruzifix. Öl auf Leinwand, 40 × 32 cm, Fürstlich Fürstenbergische Sammlungen Donaueschingen, Kat.-Nr. 154[2]
- Bildnis des Stifters Luigi Bretin und seiner Frau. Ospedale Maggiore, Mailand[3]